# Tityus mattogrossensis
Espèce
Tityus mattogrossensis est une espèce de scorpions de la famille des Buthidae.

## Distribution
Cette espèce se rencontre au Brésil au Mato Grosso, au Goiás et au Bahia et au Paraguay.

## Description
Le tronc de la femelle holotype mesure 14,5 mm et la queue 21,5 mm.

## Étymologie
Son nom d'espèce, composé de mattogross[o] et du suffixe latin -ensis, « qui vit dans, qui habite », lui a été donné en référence au lieu de sa découverte, le Mato Grosso.

## Publication originale
- Borelli, 1901 : « Scorpioni raccolti dal Dott. Filippo Silvestri nella Repubblica Argentina e regioni vicine. » Bollettino dei Musei di zoologia ed anatomia comparata della R. Università di Torino, vol. 16, no 403, p. 1-12 (texte intégral).